# Leptomyrmex darlingtoni
Leptomyrmex darlingtoni (лат.) — вид муравьёв рода Leptomyrmex из подсемейства долиходерины (Dolichoderinae, Leptomyrmecini). Эндемик северо-восточной Австралии (Квинсленд). Отмечен в тропических лесах, саваннах, лесах араукарии и эвкалиптовых лесах, в земляных гнездах. Вид назван в честь американского зоолога и биогеографа Филипа Джексона Дарлингтона (P. J .Darlington, 1904—1983), собравшего типовую серию.

## Описание
Муравьи с очень длинными ногами и антеннами, тело тонкое. Длина тела 7,5—9 мм. Ширина головы 0,94—1,03 мм; длина груди 3,11—3,30 мм. Поверхность тела очень мелко шагренированная и несколько блестящая по всей поверхности. Опушение белое, умеренно густое по всей поверхности. Волосатость редкая, ограничена наличником, мандибулами, апикальными частями голеней, брюшными вентритами и 4-м (апикальным) тергитом. На 6-м брюшном тергите волоски отсутствуют. Голова и усики рыжевато-коричневые, но окраска остальной части тела изменчива, варьируя от тёмной с рыжевато-коричневыми ногами до рыжевато-коричневого тела с чёрным брюшком и тёмно-красновато-коричневыми ногами. Известна также полностью бледно-жёлтая форма. Промежуточные формы могут быть пёстрыми с тёмными пятнами на бледном грудном отделе, с полностью чёрным брюшком или с бледным первым тергитом. Голова сильно вытянутая (почти вдвое длиннее своей ширины). Усики самок и рабочих 12-члениковые (у самцов антенны состоят из 13 сегментов). Жвалы рабочих примерно с 15 зубцами. Нижнечелюстные щупики 6-члениковые, нижнегубные щупики состоят из 4 сегментов. Голени средних и задних ног с одной апикальной шпорой. Стебелёк между грудью и брюшком состоит из одного сегмента (петиоль).

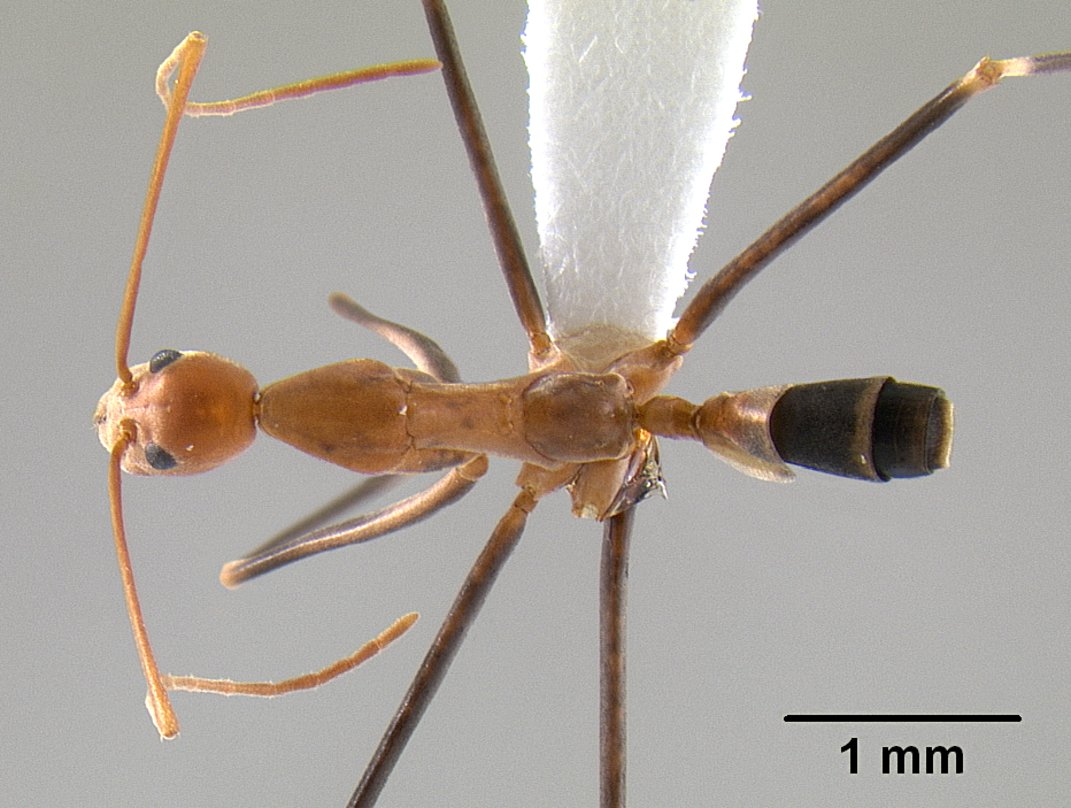
Вид сверху
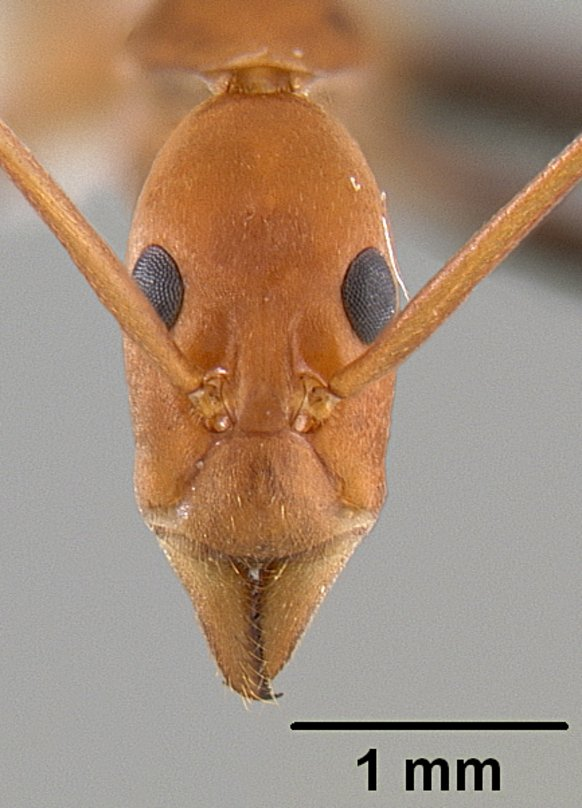
Голова
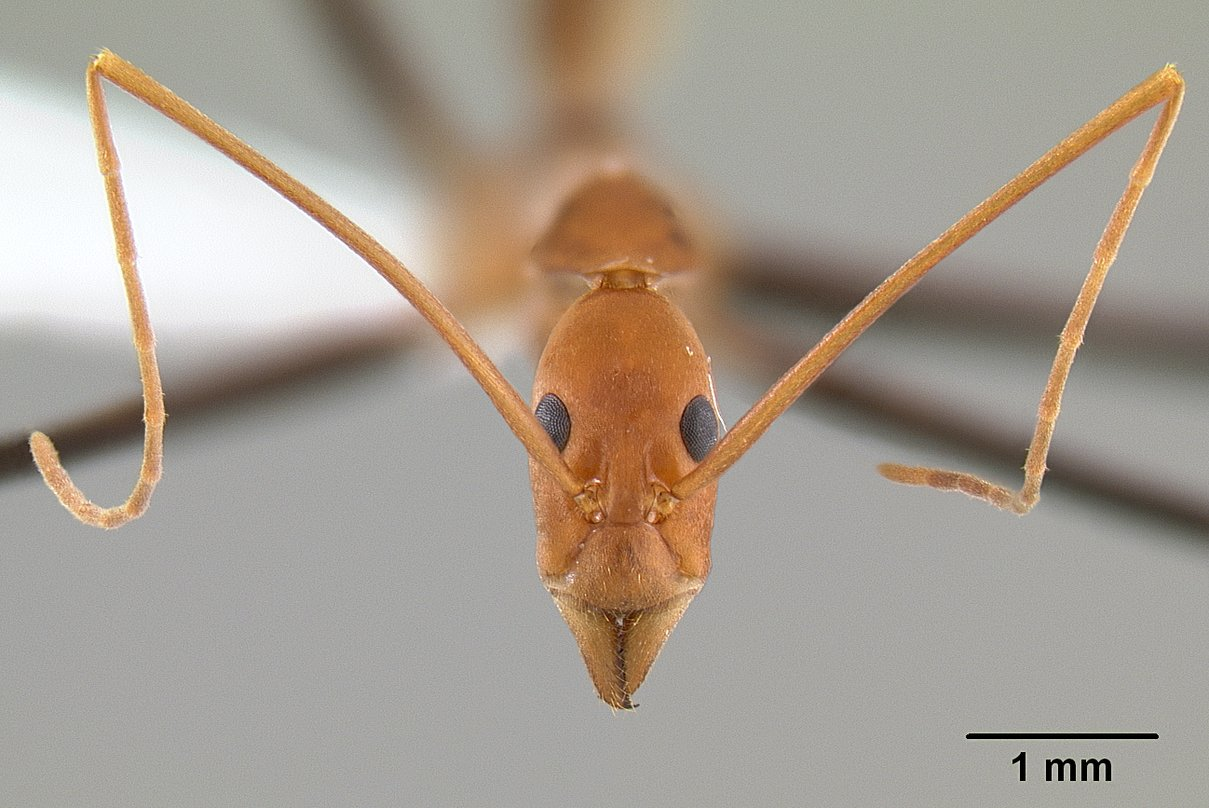
Голова и усики

## Таксономия и этимология
Вид был впервые описан в 1934 году американским мирмекологом Уильямом Уилером. Назван в честь американского зоолога и биогеографа Филипа Джексона Дарлингтона (P. J .Darlington, 1904—1983), собравшего типовую серию во время экспедиции по Австралии в 1931—1932 годах. Таксон относят к подгруппе крупных «макро»-Leptomyrmex.